# Шедер, Софи
Софи Селина Шедер (нем. Sophie Scheder; род. 7 января 1997, Вольфсбург, Нижняя Саксония) — немецкая гимнастка, бронзовый призёр Олимпийских игр 2016 года на брусьях.

## Биография
Софи родилась в Вольфсбурге 7 января 1997 года. Она начала заниматься гимнастикой в трёхлетнем возрасте, а в пять лет стала участницей клуба Turnverein VFL Wolfsburg в её родном городе. В данный момент тренируется у Габи Фрейзе в клубе TuS 1861 Chemnitz-Altendorf. Софи владеет немецким и английским языками.

## Взрослая карьера

### 2013
Шедер участвовала в чемпионате мира по спортивной гимнастике 2013 года, где заняла 5 место на брусьях.

### 2014
Шедер начала сезон на Кубке Америки, проходящем в Гринсборо, где она заняла седьмое место. Несколько недель спустя она участвовала в Кубке Вызова в Котбусе, где выиграла соревнования на брусьях с результатом 14,925. На чемпионате Европы по спортивной гимнастике 2014 года в Софии она снова вышла в финал и заняла 5-е место (14,733). На чемпионате мира по спортивной гимнастике в Наньнине в 2014 году она участвовала только в квалификации, поскольку падение на брусьях помешало ей пройти в финал.

### 2015
На соревнованиях 2015 года в Сан-Паулу Шедер завоевала две медали: серебро на брусьях с результатом 14,875 и бронзу на бревне с 14,000. Она отправилась на Европейские игры в Баку вместе с Элизабет Зайц и Лией Гриссер. Там она заняла четвёртое место в личном многоборье, показав результат 54,932 балла. Она завоевала серебряную медаль на брусьях с 15,200 баллами и также стала второй со своей командой.
В октябре она участвовала в чемпионате мира по спортивной гимнастике 2015 года в Глазго вместе с Элизабет Зайц, Паулиной Шефер, Лией Гриссе, Полин Тратц и Лизой Катариной Хилл, где они заняли 12-е место в команде. Индивидуально она заняла 8-е место на брусьях (14,600).

### 2016: Олимпийские игры в Рио
Шедер начала сезон, выиграв соревнования на брусьях и бревне, а также заняв 2-е место в многоборье на Кубке сборной Германии. Две недели спустя она участвовала в Кубке мира в Штутгарте, где впервые победила в личном многоборье с результатом 57,032 балла. После соревнований она была включена в состав сборной на Олимпийские тестовые соревнования.
На летних Олимпийских играх 2016 года она помогла сборной Германии финишировать на шестом месте, а также заняла 23-е место в личном многоборье. На брусьях Шедер набрала 15,566 балла и завоевал бронзовую медаль, уступив лишь американке Мэдисон Кошан и россиянке Алие Мустафиной. Софи стала первой немецкой гимнасткой после Дагмар Керстен (1988), завоевавшей медаль на брусьях, и первой в современной Германии.

### 2017
В апреле 2017 года Шедер перенесла операцию на колене в Вейле, штат Колорадо, после того, как у нее появились постоянные сильные боли в коленях.

## Награды
В 2012 году Софи получила награду «Талант года» в Саксонии. Спустя два года в Хемнице стала спортсменкой года. В 2017 году Шедер получила награду спортсменки года Саксонии.